# Sunbow Entertainment
Sunbow Entertainment (anteriormente conocido como Sunbow Productions hasta 1995) fue un estudio y distribuidor de animación estadounidense, fundado el 23 de junio de 1980 y propiedad de Griffin-Bacal Advertising hasta el 4 de mayo de 1998 en la ciudad de Nueva York en los Estados Unidos. Las primeras animaciones de Griffin-Bacal fueron comerciales animados para la línea de juguetes GI Joe de Hasbro. El éxito de los comerciales animados llevó a los socios Tom Griffin y Joe Bacal a formar la empresa. Debido a su estrecha relación laboral con Hasbro, Sunbow llegó a ser reconocido como el brazo televisivo no oficial del gigante de los juguetes.

## Historia

### Comienzos y asociaciones con Hasbro y Marvel Productions (1980-1992)
Sunbow se destaca por muchas caricaturas emitidas durante la década de 1980. La mayor parte de su trabajo fue coproducido con Marvel Productions. Aunque no se limita a las diversas líneas de juguetes de Hasbro, su reputación está vinculada a las series de dibujos animados asociadas a ellos. Su animación fue producida inicialmente por el estudio de animación japonés Toei Animation, complementada más tarde por el estudio de animación surcoreano AKOM.
En 1987, la mayoría de las líneas de juguetes de Hasbro estaban perdiendo dinero y las luchas internas obligaron a la empresa a finalizar series populares como Jem, G.I. Joe y Transformers. Dos de las películas animadas de Sunbow, The Transformers: The Movie y My Little Pony: The Movie, fracasaron en la taquilla, lo que obligó a que un tercer proyecto, G.I. Joe: The Movie, se lanzará directamente en video. Sunbow también trabajó con TMS Entertainment con Visionaries: Knights of the Magical Light de Hasbro

### Problemas con el material original (1992-1998)
En un intento por producir material original, Sunbow produjo varios dibujos animados a principios de la década de 1990, como The Tick y Conan the Adventurer. Solo The Tick logró ganar popularidad y elogios de la crítica.

### Propiedad de Sony Wonder (1998-2000)
El 4 de mayo de 1998, Sony Wonder, una división de Sony Music, compró Sunbow Productions para expandirse a una programación más original para su división de televisión. El 1 de mayo de 1999, Sunbow se hizo cargo de la distribución europea de las IP de TV de Sony Wonder.

### Propiedad de TV-Loonland, inactividad y cierre (2000-2009)
El 3 de octubre de 2000, la empresa alemana TV-Loonland AG compró los activos comerciales de televisión de Sony Wonder, incluido Sunbow Entertainment. A cambio de la compra, Sony Wonder retuvo los derechos de distribución en EE. UU. del catálogo Sunbow. Anteriormente, Rhino Entertainment poseía los derechos de distribución de videos domésticos en EE. UU. del catálogo Sunbow. Los derechos luego cambiaron de manos a Sony Wonder con la adquisición del catálogo.
El 5 de septiembre de 2001, la compañía anunció un acuerdo de coproducción con Rumpus Toys para producir Kappa Mikey, con TV-Loonland con los derechos de distribución de videos domésticos y en todo el mundo. El 29 de mayo de 2002, Noggin recogió el proyecto para su bloque de programación orientado a adolescentes The N. Noggin/The N firmaron un acuerdo de codesarrollo para la serie, Por razones desconocidas, Sunbow y TV-Loonland luego se retiraron silenciosamente del acuerdo, y el programa producido final no tuvo ninguna participación con las dos compañías.
El 12 de octubre de 2001, Sunbow anunció un acuerdo de desarrollo conjunto con Nickelodeon para producir Skeleton Key, una serie animada basada en un cómic del mismo nombre para una ejecución inicial de 13 episodios. Sin embargo, la serie nunca se materializó. El 6 de noviembre, se completó la producción del especial de televisión Donner (comenzó originalmente en junio de 2001) y se emitió según lo planeado el 1 de diciembre en ABC Family.
El 10 de abril de 2002, el estudio anunció dos proyectos adicionales: The Many Adventures of Johnny Mutton y Mr Stick & Slug Boy. Otra recogida llegó el 8 de octubre con una adaptación televisiva del libro The Day I Swapped My Dad for Two Goldfish en desarrollo. Ninguno de estos proyectos llegaría a buen término.
Después del anuncio de que la segunda temporada de The Cramp Twins sería producida por el estudio Telemagination propiedad de Loonland el 23 de octubre de 2002, Sunbow más tarde quedó inactivo después de que sus proyectos existentes fueran archivados, aunque aún permanecieron como compañía hasta al menos 2009.
El 29 de marzo de 2007, Sony Music Entertainment anunció que cerraría Sony Wonder, dejando el acuerdo estadounidense en el limbo. Sin embargo, el 20 de junio de 2007, se anunció que Sony Wonder se había trasladado a Sony Pictures Home Entertainment. Sin embargo, las licencias de Sunbow no se incluyeron en la compra.
El 14 de mayo de 2008, Hasbro anunció que había obtenido los derechos de todas las series animadas de Sunbow Productions basadas en las propiedades de Hasbro por $ 7 millones. Esto incluye Transformers, GI Joe, My Little Pony, Jem and the Holograms, y muchos más. Estos títulos se administran actualmente como parte de la biblioteca Entertainment One.
TV-Loonland se declaró en quiebra el 9 de diciembre de 2009; su catálogo fue adquirido por el distribuidor alemán Made 4 Entertainment el 5 de abril de 2011. En febrero de 2017, una productora belga Studio 100 compró una participación mayoritaria en m4e.

## Producciones

### Televisión
| Nombre | Año       | Canal                 | Notas |
| --- | --------- | --------------------- | --- |
| The Great Space Coaster                                                                                             | 1981–1983 | Sindicación           | Co-producción con Metromedia Television |
| G.I. Joe: A Real American Hero                                                                                      | 1983–1986 | Sindicación           | Basado en la línea de juguetes del mismo nombre. Co-producción con Marvel Productions (1983) y DIC Animation City (1989)                                                                          |
| The Transformers | 1984–1987 | Sindicación           | basado en la línea de juguetes del mismo nombre. Co-producción con Marvel Productions |
| Super Sunday (aka Super Saturday) - Jem and the Holograms - Inhumanoids - Robotix - Bigfoot and the Muscle Machines | 1985      | Sindicación           | basado en la línea de juguetes del mismo nombre. Co-producción con Marvel Productions |
| Jem and the Holograms                                                                                               | 1986      | Sindicación           | basado en la línea de juguetes del mismo nombre. Co-producción con Marvel Productions |
| Inhumanoids | 1986      | Sindicación           | basado en la línea de juguetes. Co-producción con Marvel Productions |
| My Little Pony 'n Friends - The Glo Friends - MoonDreamers - Potato Head Kids                                       | 1986      | Sindicación           | basado en la línea de juguetes del mismo nombre. Co-producción con Marvel Productions; La primera mitad del espectáculo fue My Little Pony, mientras que la segunda mitad fue una serie de ruedas |
| Bucky O'Hare and the Toad Wars                                                                                      | 1991–1992 | Sindicación           | co-producción con Abrams/Gentile Entertainment, Continuity Comics, IDDH, y Marvel Productions |
| My Little Pony Tales                                                                                                | 1992      | The Disney Channel    | basado en la línea de juguetes del mismo nombre. Co-producción con Graz Entertainment |
| Conan the Adventurer                                                                                                | 1992–1993 | Sindicación           | co-producción con Graz Entertainment (temporada 1), Créativité & Developpement (temporada 2) y AB Productions (temporada 2)                                                                       |
| Conan and the Young Warriors                                                                                        | 1994      | CBS                   | co-producción con Graz Entertainment |
| The Tick | 1994–1996 | FOX                   | co-producción con Graz Entertainment y Fox Children's Productions. Actualmente propiedad de The Walt Disney Company y BVS Entertainment                                                           |
| La Máscara | 1995–1997 | CBS                   | co-producción con DPS Film Roman, Dark Horse Entertainment y New Line Television. Actualmente propiedad de Warner Bros.                                                                           |
| Littlest Pet Shop                                                                                                   | 1995      | Sindicación           | basado en la línea de juguetes del mismo nombre. Co-producción con Créativité & Développement, y AB Productions. Actualmente propiedad de Mediawan Thematics                                      |
| G.I. Joe Extreme | 1995      | Sindicación           | basado en la línea de juguetes. Co-producción con Gunther-Wahl Productions y Graz Entertainment                                                                                                   |
| Salty's Lighthouse                                                                                                  | 1997      | TLC                   | |
| The Crayon Box | 1997      | Sindicación           | co-producción con Chiodo Bros. Productions, Random House Studio, y PolyGram Television. |
| Deepwater Black | 1997      |                       | Distribución internacionalmente. |
| Student Bodies | 1997      | FOX                   | distribución internacionalmente en la primera temporada. Producido por Telescene y 20th Television                                                                                                |
| The Brothers Flub                                                                                                   | 1999–2000 | Nickelodeon Super RTL | co-producción con Ravensburger Film + TV, Videal y Sony Wonder Television |
| Fat Dog Mendoza | 2000      | Cartoon Network       | co-producción con TMO-Loonland, Cartoon Network Europe y Sony Wonder Television. |
| Generation O! | 2000      | The WB (Kids' WB)     | co-producción con RTV Family Entertainment y Sony Wonder Television |
| The Cramp Twins | 2001–2004 | Cartoon Network       | co-producción con TV-Loonland AG y Cartoon Network Europe. Series 2 producido por Telemagination                                                                                                  |

### Especiales
- G.I. Joe: The Revenge of Cobra (1984) (co-producción con Marvel Productions)
- The GLO Friends Save Christmas (1985)
- Transformers: Five Faces of Darkness (1986) (co-producción con Marvel Productions y AKOM)
- Visionaries: Knights of the Magical Light (1987) (co-producción con TMS Entertainment)
- Transformers: The Return of Optimus Prime (1986) (co-producción con Marvel Productions)
- Transformers: The Rebirth (1987) (co-producción con Marvel Productions)
- Sgt. Savage and his Screaming Eagles (1994) (es un spin-off de G.I. Joe: A Real American Hero) (co-producción con Graz Entertainment)

### Especiales originales
- The Charmkins (Sindicación, basado en la línea de juguetes de Hasbro) (14 de abril de 1984)
- My Little Pony: Rescue at Midnight Castle (Sindicación, basado en la línea de juguetes de Hasbro del mismo nombre, 23 de marzo de 1985)
- My Little Pony: Escape from Catrina (Sindicación, basado en la línea de juguetes de Hasbro del mismo nombre)

Nota: Todos los programas basados en las propiedades de Hasbro son coproducciones con Marvel Productions. Estos programas son propiedad de Entertainment One.

### Películas teatrales
- My Little Pony: The Movie (co-producción con Marvel Productions,  20 de junio de 1986
- The Transformers: The Movie (co-producción con Marvel Productions, 8 de agosto de 1986)
- Inhumanoids: The Movie (co-producción con Marvel Productions, 1986)
- G.I. Joe: The Movie ( co-producción con Marvel Productions, 20 de abril de 1987)

### Especiales para televisión
- The Secret World of the Very Young (1984)
- Donner (2001, en cooperación con Rainbow Studios y TV-Loonland AG)